# Nordlig krumnäbbstyrann
Nordlig krumnäbbstyrann (Oncostoma cinereigulare) är en fågel i familjen tyranner inom ordningen tättingar.

## Utseende och läte
Nordlig krumnäbbstyrann är en mycket liten tyrann med en karakteristiskt böjd näbb. Ögonen är ljusa och de relativt långa benen är ljust skäraktiga. I övrigt liknar många andra tyranner, med olivgrön ovansida, vingband och ljusare undersida. Lätet består av ett lågt grodlikt kväkande.

## Utbredning och systematik
Fågeln förekommer i låglänta områden från södra Mexiko (Veracruz) till västra Panama. Den behandlas som monotypisk, det vill säga att den inte delas in i några underarter.

### Familjetillhörighet
Arten placeras traditionellt i familjen tyranner. DNA-studier visar dock att Tyrannidae består av fem klader som skildes åt redan under oligocen, pekar på att de skildes åt redan under oligocen, varför vissa auktoriteter behandlar dem som egna familjer. Nordlig krumnäbbstyrann med släktingar placeras då i Pipromorphidae.

## Levnadssätt
Nordlig krumnbäbbstyrann hittas i fuktiga skogar i tropiska låglänta områden. Den är en tillbakadragen fågel som mestadesl födosöker på låg till medelhög höjd, både inne i skog och i skogsbryn, Den hörs långt oftare än ses.

## Status och hot
Arten har ett stort utbredningsområde, men tros minska i antal, dock inte tillräckligt kraftigt för att den ska betraktas som hotad. Internationella naturvårdsunionen IUCN listar arten som livskraftig (LC). Beståndet uppskattas till i storleksordningen en halv miljon till fem miljoner vuxna individer.